# Sablatnig N I
Die Sablatnig N I (kurz Sab N I) war ein deutscher Nachtbomber des Ersten Weltkriegs, von dem nur wenige Exemplare entstanden, aus dem nach Kriegsende aber eines der ersten Passagierflugzeuge entwickelt wurde.

## Entwicklung
Im Jahr 1917 erteilte die Idflieg der Sablatnig Flugzeugbau GmbH den Auftrag zur Entwicklung eines Nachtbombers. Josef Sablatnig und sein Technischer Leiter Hans Seehase orientierten sich bei der Konstruktion an dem kurz zuvor geschaffenen Aufklärer C I, von dem zu diesem Zeitpunkt gerade zwei Prototypen fertiggestellt waren. Dazu wurde die C I mit der Werknummer 7700/17 bei ihrer Abnahme auf eine mögliche Eignung für diesen Einsatzzweck geprüft. Nach kleineren Beanstandungen gab die Idflieg ihre Zustimmung und erteilte im August 1917 einen Auftrag über 50 Flugzeuge mit der Auflage, statt des genutzten Argus-Antriebs das als zuverlässiger eingestufte Bz-IV-Triebwerk von Benz einzubauen. Infolgedessen entstand mit diesem Antrieb und der Nummer 7730/17 die eigentliche N I, die die Bezeichnung N I Bz erhielt. Im Vergleich zum Flugzeug mit dem Argus-Triebwerk stieg bedingt durch den anderen Motor die Zuladung von 597,34 kg auf 680 kg und die Startmasse von 1568 kg auf 1860 kg an, obwohl der Bz IV 40 kg schwerer war. Die Serienproduktion wurde 1918 aufgenommen und bis zum Waffenstillstand sollen noch etwa 30 Flugzeuge vereinzelt an die Fliegertruppe geliefert worden sein, so nachweislich an die im Elsass stationierte Flieger-Abteilung (A) 281.
Aufgrund des absehbaren Kriegsendes begannen bereits am 31. Oktober 1918 unter der Leitung Seehases die Planungen zum Umbau der N I in ein ziviles Muster zur Personenbeförderung und ab dem 15. November begann nach Übergabe der Zeichnungen an die Versuchsabteilung der Bau des Prototyps aus Teilen der inzwischen abgebrochenen Bomberproduktion. Dazu erhielt das Flugzeug eine vor der Pilotenkabine eingebaute geschlossene Kabine für zwei Flugpassagiere, ansonsten war es in seinen Abmessungen mit der N I Bz baugleich. Im Anschluss wurden auch schon vorhandene Bomber mit einer Kabine ausgerüstet, so dass 1919 insgesamt sechs N I mit den Kennzeichen D–84 bis D–89 registriert wurden. Nach Juni 1920 wuchs diese Zahl um weitere sieben Flugzeuge an, so dass insgesamt 13 zivile N I beim Lloyd-Luftverkehr Sablatnig im zivilen Luftverkehr der Nachkriegszeit zum Einsatz kamen. Allerdings mussten einige davon auf Betreiben der ILÜK in der Folgezeit verschrottet werden, so dass sich am 23. Juni 1921 nach offizieller Angabe nur noch fünf Exemplare im Bestand des Lloyd befanden. Sablatnig entwickelte 1919 auf Basis der N I noch das Passagierflugzeug P I mit einer Kabine für vier Personen.

## Technische Daten
| Kenngröße                  | Daten                                                                   |
| -------------------------- | ----------------------------------------------------------------------- |
| Besatzung                  | 2                                                                       |
| Spannweite                 | oben 15,82 m unten 15,18 m                                              |
| Länge                      | 8,7 m                                                                   |
| Höhe                       | 3,2 m                                                                   |
| Leermasse                  | 1100 kg                                                                 |
| Zuladung                   | 680 kg                                                                  |
| Startmasse                 | 1860 kg                                                                 |
| Antrieb                    | ein wassergekühlter Sechszylinder-Reihenmotor                           |
| Typ                        | Benz Bz IV                                                              |
| Startleistung Nennleistung | 230 PS (169 kW) 200 PS (147 kW) bei 1400/min                            |
| Höchstgeschwindigkeit      | 125 km/h in Bodennähe                                                   |
| Steigzeit                  | 10 min auf 1000 m Höhe 20,30 min auf 2000 m Höhe 59 min auf 4000 m Höhe |
| Dienstgipfelhöhe           | 4000 m                                                                  |
| Reichweite                 | 500 km                                                                  |
| Bewaffnung                 | ein starres 7,9-mm-MG ein bewegliches 7,9-mm-MG                         |
| Bombenlast                 | bis 300 kg, bestehend aus sechs 50-kg-Bomben oder zwölf 12-kg-Bomben    |